# 鯨井あめ
鯨井 あめ (くじらい あめ、1998年- ) は、日本の小説家。1998年、兵庫県生まれ。2022年現在、大学院在学中。2015年より小説サイトに短編・長編の投稿を開始し、2017年に「文学フリマ短編小説賞」優秀賞を受賞。2020年、『晴れ、時々くらげを呼ぶ』で第14回小説現代長編新人賞を受賞し、デビューした。
『晴れ、時々くらげを呼ぶ』は、売れない作家だった父が病死してから心を閉ざしている主人公の男子高校生が、毎日屋上で雨乞いならぬ「くらげ乞い」をしている、いわゆる「不思議ちゃん」と呼ばれる後輩と出会う物語を通じ、主人公の自分の力ではどうにもできないことで溢れている世界への反抗、本への愛、父への本当の想いと、仲間たちへの友情を描いた青春譚で、漫画家しらさや尚により冒頭がコミカライズされた。

## 作品
- 『晴れ、時々くらげを呼ぶ』講談社 2020年6月17日 ISBN 978-4065194744
- 『アイアムマイヒーロー!』講談社 2021年8月12日 ISBN 978-4065234532
- 『きらめきを落としても』講談社 2022年7月27日 ISBN 978-4065282830